# Mario Mariotti
Mario Mariotti (* 18. September 1940 in Andorra; † 3. April 2019 in Morges) war ein  Schweizer Tischtennisspieler und -trainer. Er war zweifacher nationaler Meister und nahm an zwei Weltmeisterschaften teil.

## Werdegang
Mario Mariotti stammte aus Andorra, siedelte sich aber in Genf an, wo er beim Verein CTT Silver Star Genève aktiv war und seit 2005 als Präsident fungierte.
1971 nahm er erstmals an den Nationalen Schweizer Meisterschaften teil, was durch eine Änderung im Schweizer Reglement ermöglicht wurde. Auf Anhieb gewann er diese Meisterschaft im Einzel. 1976 wiederholte er diesen Erfolg. Mehrmals wurde er mit dem Verein CTT Silver Star Genève Schweizer Mannschaftsmeister, etwa 1971 und 1982.
Bei den Weltmeisterschaften 1959 und 1963 vertrat er die Schweiz, kam dabei aber nie in die Nähe von Medaillen.
1966 wurde er Nationaltrainer in der Schweiz.

## Turnierergebnisse
| Verband | Veranstaltung     | Jahr | Ort      | Land | Einzel    | Doppel     | Mixed        | Team |
| ------- | ----------------- | ---- | -------- | ---- | --------- | ---------- | ------------ | ---- |
| SUI     | Weltmeisterschaft | 1963 | Prag     | TCH  | letzte 64 | letzte 64  | letzte 128   | 25   |
| SUI     | Weltmeisterschaft | 1959 | Dortmund | FRG  | letzte 64 | letzte 128 | keine Teiln. | 23   |